# ゴルダ・メイア
ゴルダ・メイア（גולדה מאיר (Goldah Me'ir), Golda Meir, 1898年5月3日 - 1978年12月8日）は、イスラエルの政治家、第5代首相（在任期間1969年-1974年)であり同国初の女性首相。

## 生涯

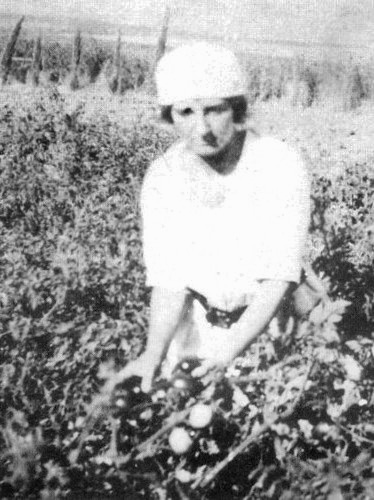
キブツで働くメイア（1920年代）

1898年、ロシアのキエフ（現在はウクライナ領）に生まれた。当時の名はゴルダ・マボヴィッツ(ウクライナ語: Ґолда Мабович,Golda Mabovitz)という。1906年に、家族とともにポグロムの多発する貧しいウクライナからアメリカ合衆国ウィスコンシン州ミルウォーキーへ移民した。
ミルウォーキー州立師範学校（現ウィスコンシン大学ミルウォーキー校）を卒業した後、公立学校で教師として働く。1915年にポアレ・ツィヨン Poale Zion（Labor Zionist Organization、労働シオニスト機構）に加盟し、1917年モリス・マイアーソン(Morris Myerson)と結婚し、1921年に夫とともにパレスチナに移住。その後1924年にテルアビブに転居し、公的機関などで勤務。
イスラエル独立後、1949年にクネセト議員に初当選。1951年に夫は死亡し、労働大臣（在任期間1949年-1956年）・外務大臣（在任期間1956年-1966年）を歴任。この間1956年に姓をヘブライ語名メイア(「燃え輝く」の意）に改めた。1969年に第3代首相レヴィ・エシュコルの死去を受けて首相に就任した。
第四次中東戦争の際、ユダヤ教の最も重要な休日であるヨム・キプール（贖罪日）にエジプトとシリアの連合軍はイスラエル国防軍に対して奇襲攻撃を行う情報があったにもかかわらず、十分な対策をとらなかったことが批判の対象となり、1974年に辞任。イツハク・ラビンに首相の座を譲った。1975年、イスラエル政府からイスラエル賞授与。
1978年にエルサレムで死去し、エルサレムのヘルツルの丘に葬られた。

## 人物
- 1969年秋にアメリカを訪問した際、マスコミは「おばあちゃんが買い物袋を提げてやって来た」と報じた。その「買い物袋」にメイアは、ファントム戦闘機25機、スカイホーク攻撃機85機、ニクソン大統領から引き出した長期経済援助を入れてイスラエルに持ち帰った[2]。
- ミュンヘンオリンピック事件の報復として行われた神の怒り作戦 (Operation Wrath of God) を承認した。
- 1984年に旧1万シェケル紙幣で、1987年のデノミネーション後は10新シェケル紙幣で肖像が使用されている。

## 関連資料
- 『ゴルダ・メイア回想録―運命への挑戦』 林弘子訳、評論社、1980年
- イングリッド・バーグマンが演じた。遺作のTVムービー『ゴルダと呼ばれた女(A Woman Called Golda)』、1982年
※没後エミー賞、ゴールデングローブ賞を受賞。